# Dumnonia
Dumnonia is de Latijnse naam van het Brits-Keltische koninkrijk Dyfneint, dat bestond van de Romeinse tijd tot de 9e eeuw A.D. en zich uitstrekte over de huidige Engelse graafschappen Devon, Cornwall, Somerset en delen van Dorset.
Het is genoemd naar de Dumnonii, een stam die hier reeds woonde voor de komst van de Romeinen.

De naam Dumnonia (modern Frans: Domnonée) wordt ook gebruikt voor een rijk in het noorden van Bretagne gesticht door immigranten uit Dumnonia, dat daar soms wel en soms niet onderdeel van was.